# (495613) 2015 FG345
2015 FG345, também escrito como 2015 FG345, é um objeto transnetuniano que está localizado no Cinturão de Kuiper, uma região do Sistema Solar. Este corpo celeste é classificado como um provável cubewano. Ele possui uma magnitude absoluta de 4,9 e tem um diâmetro estimado de 461 km ou 484 km. O astrônomo Mike Brown lista este objeto em sua página na internet como um candidato a possível planeta anão.

## Descoberta
2015 FG345 foi descoberto no dia 18 de março de 2015 pelo Pan-STARRS 1.

## Órbita
A órbita de 2015 FG345 tem uma excentricidade de 0,100 e possui um semieixo maior de 42,227 UA. O seu periélio leva o mesmo a uma distância de 37,998 UA em relação ao Sol e seu afélio a 46,456 UA.